# 福井県薬剤師会

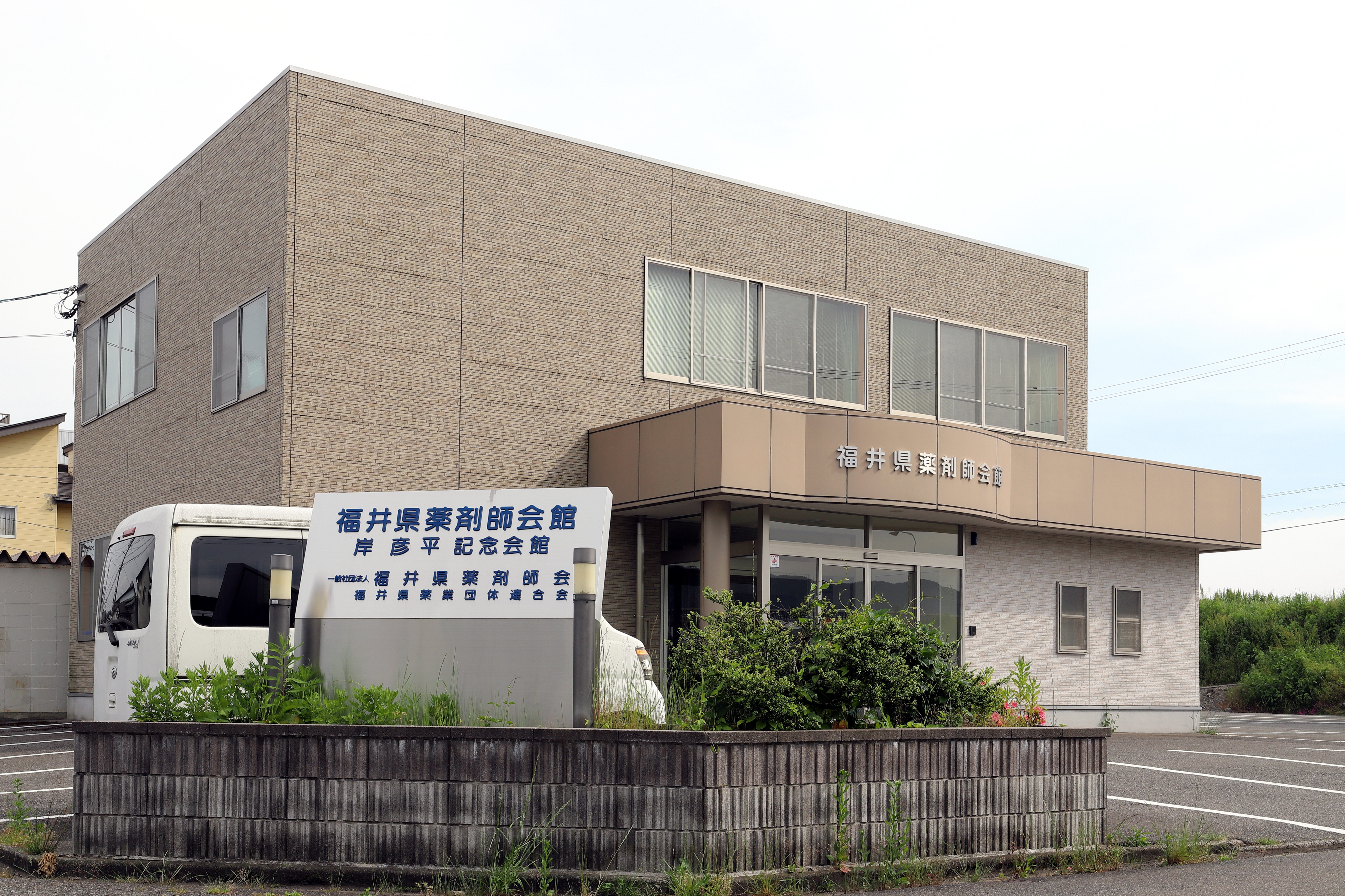
福井県薬剤師会館

一般社団法人福井県薬剤師会（いっぱんしゃだんほうじんふくいけんやくざいしかい、英称: Fukui Pharmaceutical Association）は、福井県の薬剤師を会員とする法人。

## 本部所在地
〒910-0026 福井県福井市光陽4-11-22

## 郡市薬剤師会
- 福井市薬剤師会
- 坂井支部
- 大野支部
- 勝山支部
- 鯖江支部
- 武生支部
- 敦賀支部
- 小浜支部
- 県庁支部
- 病院支部